# Andrzej Bachleda-Curuś
Andrzej Bachleda-Curuś (* 21. Januar 1947 in Zakopane) ist ein ehemaliger polnischer Skirennläufer. Er ist der einzige polnische Sportler, der bei Alpinen Skiweltmeisterschaften Medaillen gewinnen konnte.

## Biographie
Bachleda kam am 17. Januar 1970 im Riesenslalom von Kitzbühel erstmals in einem Weltcup-Rennen unter die ersten Drei. Hinter dem Schweizer Dumeng Giovanoli wurde er Zweiter. Einen Monat später gewann er bei den Alpinen Skiweltmeisterschaften in Gröden in der Alpinen Kombination die Bronzemedaille.
Am 20. Februar 1972 gelang ihm im kanadischen Banff der einzige Weltcupsieg seiner Karriere. Zwei Jahre später feierte er mit der Silbermedaille in der Alpinen Kombination bei den Skiweltmeisterschaften in St. Moritz den größten Erfolg seiner Karriere.
Er ist der Vater von Andrzej Bachleda-Curuś junior.